# 普羅布斯特耶薩爾湖

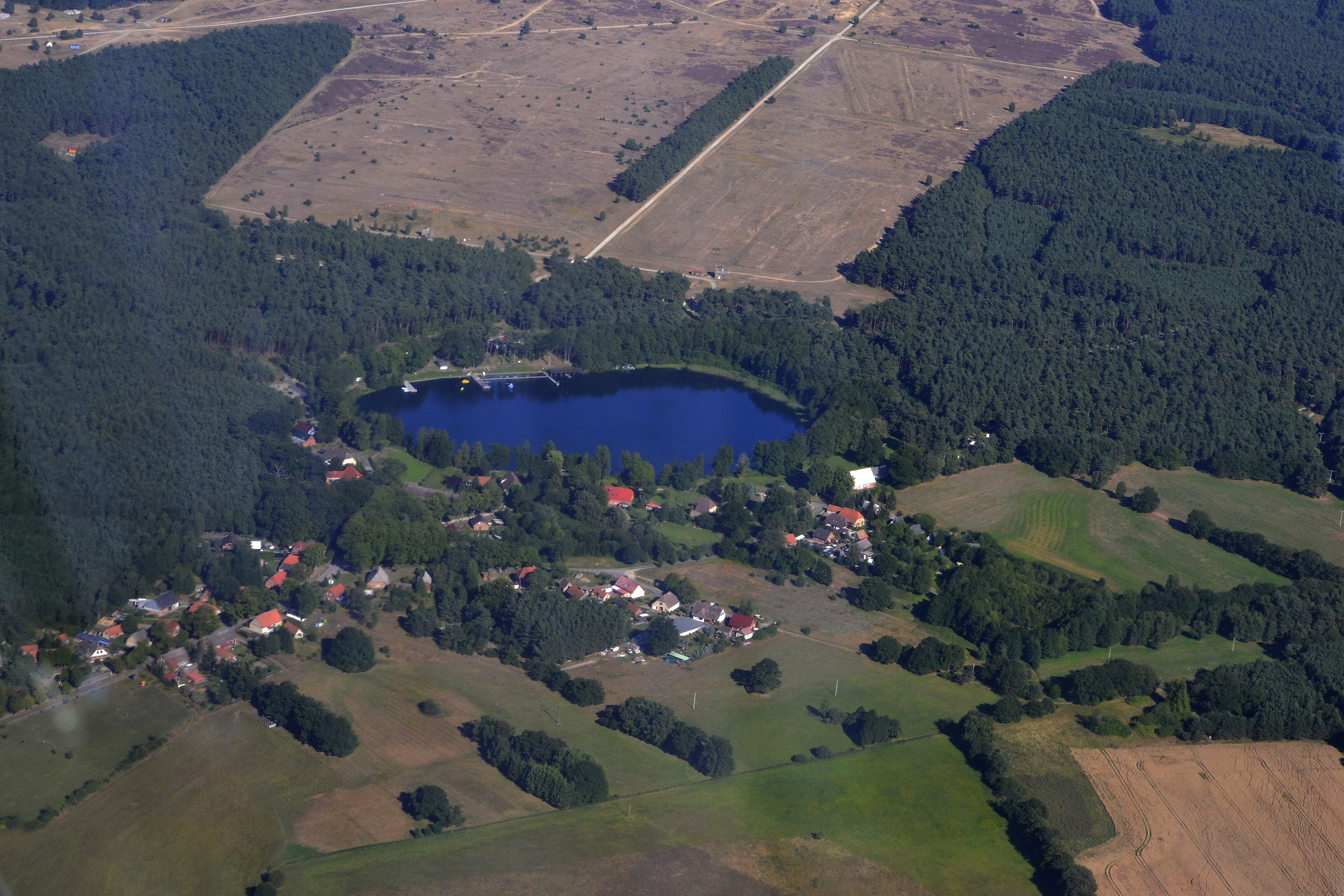

53°18′1.35″N 11°7′18.54″E / 53.3003750°N 11.1218167°E
普羅布斯特耶薩爾湖（德語：Probst Jesar See），是德國的湖泊，位於該國東北部梅克倫堡-前波美拉尼亞州，由路德維希斯盧斯特-帕爾希姆縣負責管轄，長0.3公里、寬0.2公里，面積0.06平方公里，海拔高度17米，最大水深13米。